# Acido anteisomargarico
L'acido anteisomargarico o anteisoeptadecanoico  o 14-metilpalmitico o 14-metilesadecanoico, è un acido grasso saturo metil-ramificato con un totale di 17 atomi di carbonio. Ha la struttura di un acido palmitico sostituito da un gruppo metilico in posizione 14:
È presente nei gliceridi del latte dei ruminanti e dei suoi derivati lattiero-caseari, come il burro. Si trova anche nel latte umano e la sua concentrazione diminuisce nel latte materno maturo rispetto a quella nel colostro.
È biosintetizzato con successive condensazioni di Claisen con il malonil-CoA come cessore di C2, su un substrato di anteisobutirric-CoA da batteri presenti in particolare nel rumine dei ruminanti.
È uno degli acidi grassi ramificati individuati nei lipidi di membrana dei batteri.
Alcune analisi lo avrebbero individuato nell'olio di semi di varie piante e nelle meduse Aurelia aurita.